# Заболотье (Пуховичский район)
За́боло́тье (бел. Забало́цце, За́балацце, Лу́цішчы) — деревня в Пуховичском районе Пережирского сельсовета Минской области Белоруссии.

## Этимология
Топоним «Заболотье» является названием-ориентиром, обозначающим поселение за болотом

## Географическое положение
Деревня расположена в 36 км на северо-запад от города Марьина Горка и в 32,5 км от Минска. В 10 км от деревни находится железнодорожная станция Михановичи, располагающаяся на линии Минск — Осиповичи.

## История
В конце XVIII века Заболотье представляло собой село в Игуменском уезде Минской губернии и находилось в частной собственности. В 1858 году деревня находилась во владении Искрицкого. В 1870 году относилась уже к Пережирской волости Игуменского уезда. Школа грамоты была открыта здесь в 1884 году. Согласно переписи 1897 года, деревня Заболотье имела второе название Лутище, и на местном кладбище была часовня. В 1912 в деревне открыто народное училище.
В феврале — декабре 1918 года Заболотье подверглось оккупации войсками кайзеровской Германии, в августе 1919 — июля 1920 года — войсками Польши. При этом с 1919 года входили в состав БССР. Постепенно деревня развивалась: в 1925 году был открыт завод, а в начале 1930-х уже работал колхоз «Красный транспортник».
Во время Великой Отечественной войны Заболотье было оккупировано немецко-фашистскими войсками с конца июня 1941 года по начало июля 1944 года.

## Население
- 1858 год — 157 жителей[1]
- 1870 год — 170 жителей мужского пола[1]
- 1897 год — 378 человек, 56 дворов[1]
- начало XX века — 469 человек, 61 двор[1]
- 1917 год — 442 человека, 78 дворов (деревня); 6 человек (ж/д будка)[1]
- 1960 год — 289 человек[1]
- 2002 год — 60 человек, 38 дворов[1]
- 2010 год — 73 человека, 37 хозяйств[1]
- 2012 год — 70 человек, 34 хозяйства[1]

## Комментарии
1. ↑  Название и ударение даны по: Назвы населеных пунктаў Рэспублікі Беларусь: Мінская вобласць: нарматыўны даведнік / І. А. Гапоненка і інш.; пад рэд. В. П. Лемцюговай. — Минск: Тэхналогія, 2003. — С. 382—383.